# Jökulsárlón
O Jökulsárlón ( PRONÚNCIA) é um lago glacial da Islândia, localizado a sul do glaciar Vatnajökull, junto a uma praia de areia negra, que dá para o Oceano Atlântico .

Tem uma área de 18 km² e uma profundidade máxima de 284 m.

O lago recebe blocos de gelo – icebergs – provenientes do glaciar Vatnajökull.